# Brisbane (California)
Brisbane es una ciudad pequeña situada en la parte norteña del condado de San Mateo, California, forma parte del conocido parque tecnológico Silicon Valley. Está en el borde del este de la ciudad South San Francisco al lado de la bahía de San Francisco y cerca del aeropuerto internacional de San Francisco. La población era 3.597 en el censo 2000. Los locales pronuncian Brisbane como BRIZ-bane, en comparación con los residentes de la ciudad australiana principal de Brisbane, que pronuncian el nombre de su ciudad como BRIZ-buhn.

## Geografía
Brisbane está situada en 37°41 el ″ N, 122°23 ″ W (37.684932, -122.398951) del ′ 6 del ′ 56 GR1. Según la oficina de censo de Estados Unidos, la ciudad tiene un área total de 53.2 kilómetros de ² (² de 20.5 millas). 8.6 kilómetros de ² (² de 3.3 millas) de él son tierra y 44.6 kilómetros de ² (² de 17.2 millas) de él (83.83%) son agua. 

## Demografía
De acuerdo con el censo del 2000, había 3.597 personas, 1.620 casas, y 850 familias que residían en la ciudad. La densidad demográfica era ² de los 418.3/km (² 1,083.6/mi). Había 1.831 unidades de cubierta en una densidad media del ² de los 212.9/km (² 551.6/mi). La división racial de la ciudad era 71.95% blancos, 1.46% afroamericanos, 1.67% americanos nativos, 16.57% asiáticos, 1.61% isleños pacíficos, 6.00% de otras razas, y 7.14% a partir de dos o más razas. Hispanos o Latinos de cualquier raza era 18.29% de la población.

## Educación
La Biblioteca del Condado de San Mateo tiene su sede en Brisbane.

## Ciudades hermanas
Brisbane tiene una ciudad hermana, según lo señala la página de Sister Cities International, Inc. (SCI):
- Brisbane, Queensland, Australia